# Phymateus leprosus
Phymateus leprosus är en insektsart som först beskrevs av Fabricius 1793.  Phymateus leprosus ingår i släktet Phymateus och familjen Pyrgomorphidae.

## Underarter
Arten delas in i följande underarter:
- P. l. leprosus
- P. l. compressicollis

## Bildgalleri

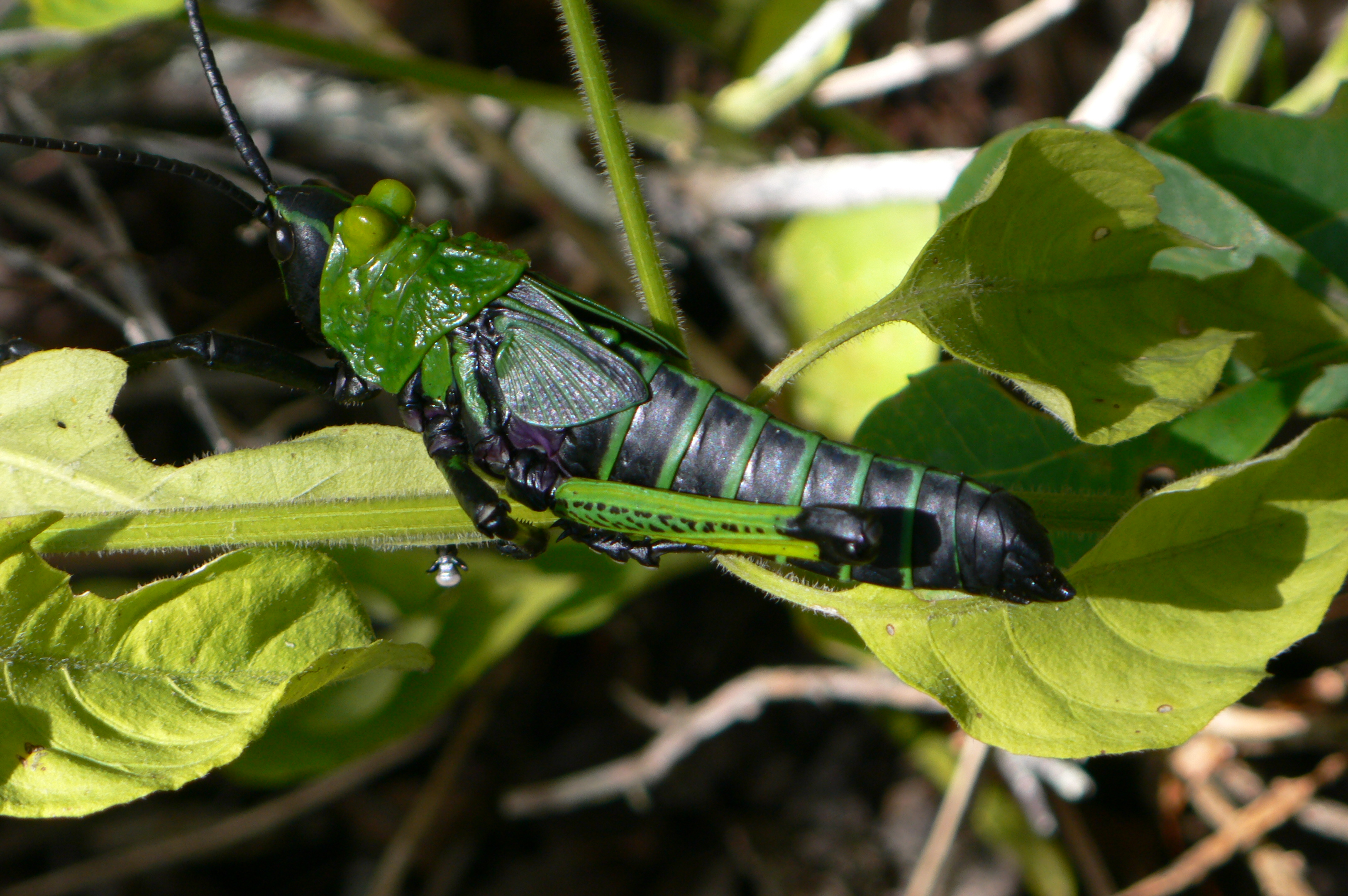